# پورمرند
پورمِرِند (به هلندی: Purmerend) یکی از شهرهای هلند است.

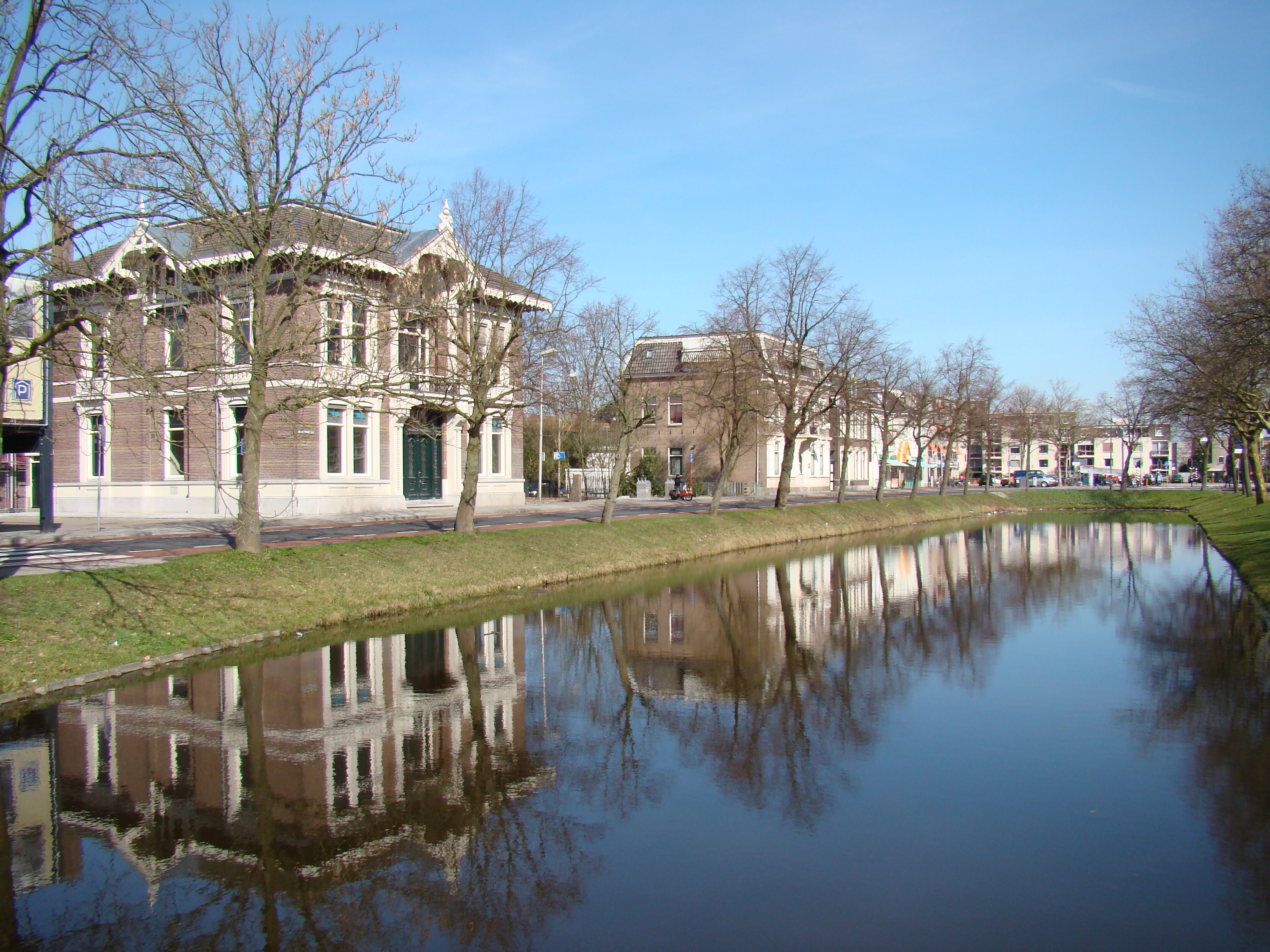
یک کانال آب در شهر پورمرند.

این شهر در استان هلند شمالی واقع شده و ۸۱،۲۴۹ نفر جمعیت دارد (سرشماری ۲۰۲۰).
پلدرهایی هم‌چون پورمر، بـِیمستر و وُرمِر شهر پورمرند را در بر گرفته‌اند. شهر پورمرند بخشی از مجموعهٔ شهری راندستاد به‌شمار می‌آید. این مجموعهٔ شهری یکی از خوشه‌های شهری بزرگ اروپاست.
بیمستر در اول ژانویه ۲۰۲۲ در شهرداری فعلی شهر Purmerend ادغام شد. Beemster بیمستر اولین به اصطلاح پلدر در هلند است که از یک دریاچه بازیابی شد و آب توسط آسیاب‌های بادی از دریاچه استخراج می‌شود. به دلیل قدمت تاریخی آن و همچنین به دلیل اینکه ساختار اصلی منطقه هنوز تا حد زیادی دست نخورده است، Beemster در سال ۱۹۹۹ در فهرست "میراث جهانی یونسکو" ثبت شد.
پورمرند به خاطر گسترش زیاد خود امروزه به صورت یکی از حومه‌های آمستردام درآمده‌است و بیشتر ساکنان آن برای تحصیل، کار و اوقات فراغت به آمستردام می‌روند.
شهر پورمرند به خاطر برگزاری فانفار که با بازار فروش گاو و گوسفند همراه است به عنوان «شهر فانفار» هلند لقب گرفته‌است.

## پیشینه
در قدیم در محل پورمرند امروزی یک دهکده کوچک ماهیگیری به نام پورمر قرار داشت. این دهکده در کنار رودخانه دِوِیره و در زمین‌های میان دریاچه پورمر، دریاچه بیمستر و دریاچه ورمر واقع بود. رودخانهٔ نام‌برده در قدیم دریاچهٔ پورمر را به دریاچهٔ بیمستر پیوند می‌داد.

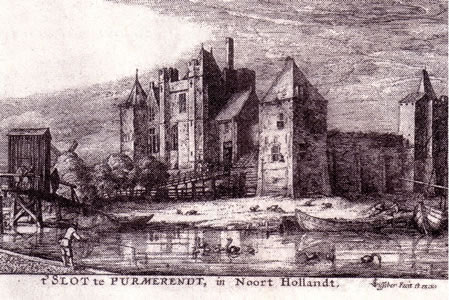
یک نقاشی قدیمی از کاخ پورمرستین که امروزه ویران شده‌است.

پورمرند را یک بانکدار ثروت‌مند آمستردامی به نام ویلم اِخِرت بنیاد نهاد. وی در سال ۱۴۱۰ میلادی از کنت ویلیام ششم هلند اجازه یافت تا در این مکان کاخ دارای برج و باروی خود را بنا کند.
وی ساخت‌وساز کاخ خود را که پورمرستَین نام داشت در سال ۱۴۱۳ به پایان رساند و این قصر تا سال ۱۷۴۱ برپا بود و از آن تاریخ به بعد رو به ویرانی نهاد. پورمرند در سال ۱۴۳۴ رسماً به عنوان شهر به رسمیت شناخته شد و در سال ۱۴۸۴ از کنت یان فان اِخموند «حق بازار» دریافت کرد. حق بازار حقی بود که بر پایهٔ آن به شهرهای هلند اجازه داده می‌شد یک بازار هفتگی و دو بازار سالانه برگزار کنند).
شهر پورمرند در تاریخ ۱۴ ماه مه ۱۹۴۰ توسط ارتش آلمان تصرف شد. پنج سال بعد از آن نیروهای کانادایی و دیگر نیروهای متفقین، این شهر را در نهم مه ۱۹۴۵ از تصرف آلمان به‌در آوردند.

### محله‌ها
- مرکز شهر ('het stadje')
- زایدپولدر (Zuiderpolder)
- اوفرویره-نورد (Overwhere-Noord)
- اوفرویره-زاید (Overwhere-Zuid)
- دخورس (De Gors)
- دخورس-زاید (De Gors-Zuid)
- دخورس-نورد (De Gors-Noord)
- وست (West)
- پورمر-زاید (Purmer-Zuid)
- پورمر-نورد (Purmer-Noord)
- ویرمولن (Wheermolen)
- وَیدِفِنه (Weidevenne)
- بانستِی-وست (Baanstee-West)
- بانستی-اُست (Baanstee-Oost)
- بانستی-نورد (Baanstee-Noord)
- دکوخ (De Koog)
- مولن‌کوخ (Molenkoog)
- هازه‌پلدر (Hazepolder)

منطقه شهرداری پورمرند شامل روستای پورمربورت و بخشی از روستای پورمر نیز می‌شود.